# チョーク・ゾーン
『チョーク・ゾーン』（原題：ChalkZone）は、アメリカ合衆国のテレビアニメ。ニコロデオンで2002年3月22日から2008年8月28日まで放送された。全4シーズン、39話。制作はBill Burnett and Larry Huber、Frederator Studios 。 
アメリカ合衆国外ではカナダのアニメーション製作会社ネルバナが配信を行っている。
全てがチョークで描かれた世界への扉を開くマジック・チョークを授けられた小学生ルディの冒険を描いたアニメ。もともとはオーイェイ!カートゥーンズの一つだった。

## 登場人物
ルディ
声 - エリザベス・デイリー/日本語版 - 津村まこと
この番組の主人公である小学5年生。父親（声 - ジェス・ハーネル）は肉屋を経営している。
ペニー
声 - ヒンデン・ウォルチ/浜野ゆうき
ルディの親友。芸術家肌のルディとは対照的に科学や数学が好き。
スナップ
声 - キャンディ・ミロ/不明
ルディの親友で、当時8歳だった彼によって描かれたロボットのスーパーヒーロー。
フープス
声 - ロジャー・バンパス/細谷佳正
ナーディ・サイファ・コンペンション・グル
声 - レックス・ラング
ベロンママ
声 - /長谷瞳
キング・グリム
声 - ジム・カミングス
レジー
声 - キャンディ・ミロ
いじめっ子。
ウィルター先生
声 - ロバート・カイト
ルディの担任。漫画嫌い。
ラップリンセス
声 -松浦チエ

## スタッフ
- 制作総指揮：Bill Burnett、Larry Huber、フレッド・シーベルト（英語版）

### 日本語版制作スタッフ
- 演出 - 新井有美[4]